# 沢上水也
沢上水也（さわがみみや、男性）とは、日本のライター・小説家である。企画立案も携わっている。
ライトノベル作家としてのデビュー後の数作品（『シャムロック』シリーズ・『プライベート・ポリス』等）は 警察が民営化された学術研究都市を中心とする新相武市と、隣接する古都・星月夜市を舞台に、設定の共通する作品を書いていた。
『魔王はあまねく愛をまく!』ではコメディの基本は理不尽であることとしたセクハラコメディを発売している。
『舞‐乙HiME列伝』・『シュラキ』シリーズといったノベライズも担当した。
2012年5月22日に発行された角川コンテンツゲートの『仮面聖女と贋作家』（イラスト:flowerchild植田）が最新作。

## ライトノベル作品
GA文庫
- シャムロック（イラスト:西脇ゆぅり、2006年～2009年刊、10巻）
- シャムロック the Private Eye（イラスト:すぎやま現象、2008年刊）
- 魔王はあまねく愛をまく!（イラスト:ひづき夜宵、2010～2011年刊、3巻）

徳間デュアル文庫
- 舞‐乙HiME列伝（原作:矢立肇/イラスト:久行宏和&橘セブン、2007年刊、2巻）
- プライベート・ポリス 地獄から来た四姉妹（イラスト:村上水軍、2008年刊、1巻）

E☆2スナックノベルス
- シュラキ（原作：レッド・エンタテインメント、グッドスマイルカンパニー／イラスト：五十嵐明姫・木場智士・椋本夏夜・あいざわひろし、2009年～2010年、3巻）

KCG文庫　仮面聖女と贋作家（イラスト:flowerchild植田 2012年）